# Калевальський район

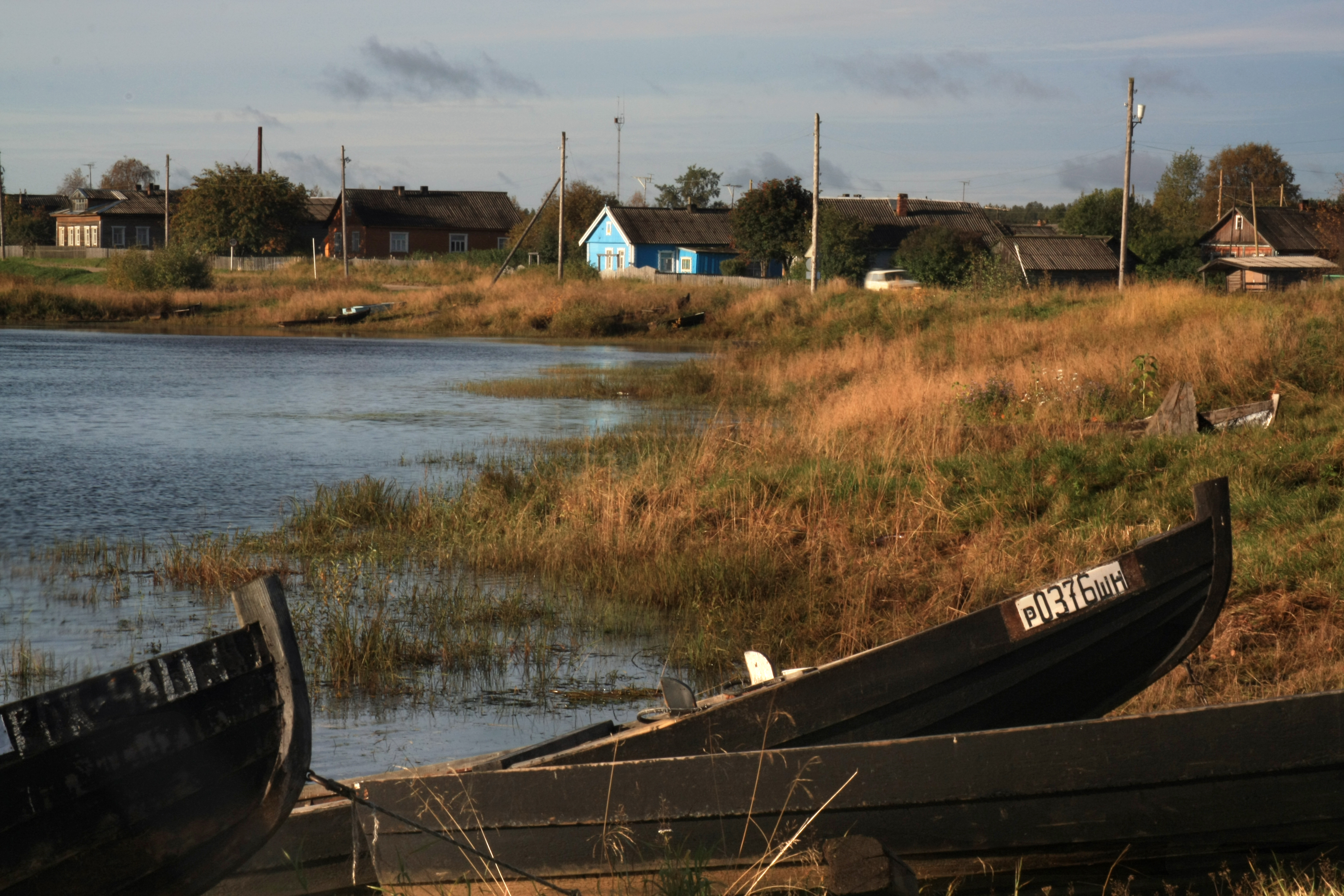
Карельські народні човни. Юшкозеро

Ка́левальський райо́н (карел. Kalevalan kanzalline piiri, рос. Калевальский район) або Ка́левальський націона́льний райо́н — адміністративно-територіальна одиниця і муніципальне утворення (муніципальний район) у складі Республіки Карелія Російської Федерації.
Калевальський район відноситься до районів Крайньої Півночі.
Адміністративний центр — селище міського типу Калевала.

## Географія
Калевальський національний район розташований у північно-західній частині Республіки Карелія, межує з Лоухським, Кемським, Муезерським, Бєломорським районами, територією Костомукшської міськради і з областю Кайнуу Фінляндії. Загальна площа території — 13316 км².
Для району характерне наявність великої кількості водойм. Їх налічується кілька тисяч. Водойми займають 1/6 частина території, в їх числі 50 великих озер, 13 річок. Протяжність судноплавних водних шляхів становить 185 км, 30 відсотків території району займають болота. Одне з найбільших боліт — Юпяужшуо, розташоване в низині річки Кепа.
Є корисні копалини: молібден, залізна руда, кварцит, мідь, торф.
Головним природним багатством району є ліс. На території району в 2006 році утворено національний парк «Калевальський».